# Dampierre-sur-Salon
Dampierre-sur-Salon és un municipi francès situat al departament de l'Alt Saona i a la regió de Borgonya - Franc Comtat. L'any 2007 tenia 1.234 habitants.

## Demografia

### Població
El 2007 la població de fet de Dampierre-sur-Salon era de 1.234 persones. Hi havia 512 famílies, de les quals 188 eren unipersonals (83 homes vivint sols i 105 dones vivint soles), 147 parelles sense fills, 143 parelles amb fills i 34 famílies monoparentals amb fills.
La població ha evolucionat segons el següent gràfic:
Habitants censats

### Habitatges
El 2007 hi havia 585 habitatges, 516 eren l'habitatge principal de la família, 18 eren segones residències i 52 estaven desocupats. 413 eren cases i 171 eren apartaments. Dels 516 habitatges principals, 316 estaven ocupats pels seus propietaris, 188 estaven llogats i ocupats pels llogaters i 12 estaven cedits a títol gratuït; 8 tenien una cambra, 40 en tenien dues, 76 en tenien tres, 109 en tenien quatre i 283 en tenien cinc o més. 393 habitatges disposaven pel capbaix d'una plaça de pàrquing. A 261 habitatges hi havia un automòbil i a 190 n'hi havia dos o més.

### Piràmide de població
La piràmide de població per edats i sexe el 2009 era:
| Homes | Edats   | Dones |
| ----- | ------- | ----- |
| 4     | 95 o +  | 16    |
| 20    | 90 a 94 | 28    |
| 20    | 85 a 89 | 32    |
| 4     | 80 a 84 | 16    |
| 16    | 75 a 79 | 24    |
| 20    | 70 a 74 | 28    |
| 24    | 65 a 69 | 20    |
| 48    | 60 a 64 | 44    |
| 28    | 55 a 59 | 28    |
| 44    | 50 a 54 | 40    |
| 52    | 45 a 49 | 32    |
| 40    | 40 a 44 | 44    |
| 32    | 35 a 39 | 48    |
| 52    | 30 a 34 | 48    |
| 44    | 25 a 29 | 16    |
| 48    | 20 a 24 | 16    |
| 40    | 15 a 19 | 40    |
| 52    | 10 a 14 | 28    |
| 24    | 5 a 9   | 24    |
| 20    | 0 a 4   | 32    |

## Economia
El 2007 la població en edat de treballar era de 719 persones, 521 eren actives i 198 eren inactives. De les 521 persones actives 477 estaven ocupades (256 homes i 221 dones) i 45 estaven aturades (20 homes i 25 dones). De les 198 persones inactives 89 estaven jubilades, 37 estaven estudiant i 72 estaven classificades com a «altres inactius».

### Ingressos
El 2009 a Dampierre-sur-Salon hi havia 534 unitats fiscals que integraven 1.210 persones, la mediana anual d'ingressos fiscals per persona era de 17.735 €.

### Activitats econòmiques
Dels 101 establiments que hi havia el 2007, 1 era d'una empresa extractiva, 3 d'empreses alimentàries, 1 d'una empresa de fabricació de material elèctric, 9 d'empreses de fabricació d'altres productes industrials, 13 d'empreses de construcció, 19 d'empreses de comerç i reparació d'automòbils, 5 d'empreses de transport, 4 d'empreses d'hostatgeria i restauració, 11 d'empreses financeres, 3 d'empreses immobiliàries, 13 d'empreses de serveis, 13 d'entitats de l'administració pública i 6 d'empreses classificades com a «altres activitats de serveis».
Dels 31 establiments de servei als particulars que hi havia el 2009, 1 era una oficina d'administració d'Hisenda pública, 1 gendarmeria, 1 oficina de correu, 3 oficines bancàries, 1 funerària, 4 tallers de reparació d'automòbils i de material agrícola, 1 taller d'inspecció tècnica de vehicles, 1 autoescola, 1 paleta, 2 guixaires pintors, 2 fusteries, 2 lampisteries, 1 electricista, 2 empreses de construcció, 2 perruqueries, 4 veterinaris, 1 restaurant i 1 agència immobiliària.
Dels 13 establiments comercials que hi havia el 2009, 1 era un hipermercat, 1 una gran superfície de material de bricolatge, 2 fleques, 3 carnisseries, 1 una peixateria, 1 una llibreria, 1 una botiga d'equipament de la llar, 1 una botiga de mobles, 1 una botiga de material de revestiment de parets i terra i 1 una joieria.
L'any 2000 a Dampierre-sur-Salon hi havia 9 explotacions agrícoles.

## Equipaments sanitaris i escolars
El 2009 hi havia 1 centre de salut i 1 farmàcia.
El 2009 hi havia 1 escola maternal i 1 escola elemental. Dampierre-sur-Salon disposava d'un col·legi d'educació secundària amb 284 alumnes.

## Poblacions més properes
El següent diagrama mostra les poblacions més properes.